# Пайквілл (Північна Кароліна)
Пайквілл (англ. Pikeville) — місто (англ. town) в США, в окрузі Вейн штату Північна Кароліна. Населення — 712 особи (2020).

## Географія
Пайквілл розташований за координатами 35°29′51″ пн. ш. 77°59′14″ зх. д. / 35.49750° пн. ш. 77.98722° зх. д. (35.497581, -77.987088).  За даними Бюро перепису населення США в 2010 році місто мало площу 1,82 км², уся площа — суходіл. В 2017 році площа становила 1,95 км², уся площа — суходіл.

## Демографія
Згідно з переписом 2010 року, у місті мешкало 678 осіб у 299 домогосподарствах у складі 178 родин. Густота населення становила 372 особи/км².  Було 334 помешкання (183/км²).
Расовий склад населення:
| - 86,9 % — білих - 8,1 % — чорних або афроамериканців - 0,9 % — корінних американців - 0,3 % — азіатів - 2,5 % — осіб інших рас |

До двох чи більше рас належало 1,3 %. Частка іспаномовних становила 4,7 % від усіх жителів.
За віковим діапазоном населення розподілялося таким чином: 24,0 % — особи молодші 18 років, 59,2 % — особи у віці 18—64 років, 16,8 % — особи у віці 65 років та старші. Медіана віку мешканця становила 41,8 року. На 100 осіб жіночої статі у місті припадало 88,3 чоловіків;  на 100 жінок у віці від 18 років та старших — 88,0 чоловіків також старших 18 років.
Середній дохід на одне домашнє господарство  становив 48 336 доларів США (медіана — 40 515), а середній дохід на одну сім'ю — 59 921 долар (медіана — 53 438). Медіана доходів становила 30 982 долари для чоловіків та 33 333 долари для жінок. За межею бідності перебувало 16,3 % осіб, у тому числі 22,0 % дітей у віці до 18 років та 9,5 % осіб у віці 65 років та старших.
Цивільне працевлаштоване населення становило 317 осіб. Основні галузі зайнятості: будівництво — 18,6 %, освіта, охорона здоров'я та соціальна допомога — 15,1 %, публічна адміністрація — 14,5 %.